# Love Shot
Singles de EXO
Tempo
(2018) Bird
(2019)
Love Shot (chinois : 宣告) est un single du boys band sud-coréano-chinois EXO, sorti le 13 décembre 2018 en coréen et en mandarin, issu de leur cinquième album réédité du même nom.

## Composition
Love Shot est un titre dance-pop avec un refrain addictif et de la basse (808). Les paroles raconteront l’espoir d’être ensemble et de redécouvrir la signification du vrai amour, qui semble disparaître un peu plus chaque jour dans ce monde monotone.
Lors d'un entretien accordé à Billboard au sujet de la composition de la chanson, Mike Woods a déclaré que la chanson avait été créée en janvier 2017. Il a expliqué que lui et les autres compositeurs (MZMC, Bazzi, Kevin White et Anthony Russo) voulaient quelque chose de “très, très axée sur la performance, sur la danse - quelque chose qui sonnerait bien fort dans une arène. Nous aimons le fait que ce soit dans une signature de temps différente - c'est en 6/8, donc ce n'est pas comme une chanson pop générique”. Le DJ a également déclaré que le titre original de la chanson était "Love Shop".

## Clip-vidéo
Selon Billboard, Love Shot se présente sous un ton dramatique qui montre le groupe partir après leur passage dans une station-service et se voit confronter à divers pièges, avant de participer à une fusillade avec des ennemis inattendus. Le clip est dominé par certaines des chorégraphies les plus sensuelles qu'EXO ait servie depuis un certain temps, le groupe séduit la caméra tout en imitant des armes à feu et des fusillades dans leurs mouvements. De manière narrative, le clip est relié au dernier clip du groupe avec la réapparition d’un cube rouge.
Le 4 mars 2019, « Love Shot » devient le dixième clip musical à atteindre les 100 millions de vues après « 중독 (Overdose) », « 으르렁 (Growl) », « Call Me Baby », , « Monster », « 늑대와 미녀 (Wolf) », « Ko Ko Bop », « Love Me Right », « Lotto » et « Tempo » mais également le premier clip du groupe et d'un artiste de SM Entertainment à franchir le plus rapidement cette barre symbolique.

## Promotion
Le 14 décembre, EXO a commencé à promouvoir le single dans les émissions musicales sud-coréennes, la promotion s'est terminée au bout de trois jours. Le groupe l'a par la suite intégré au programme de leur cinquième tournée « EXpℓOration ».

## Accueil

### Succès commercial
Le single a dominé plusieurs charts en temps réel de différents sites musicaux coréens et est no 1 sur le célèbre site de musique chinois Xiami Music. Le single a également pris la tête du classement en temps réel du plus grand site de musique coréen MelOn, ainsi que les charts d’autres sites majeurs comme Bugs et Soribada. Parallèlement, il a pris la seconde place sur Genie et la 7e place sur Mnet.

## Classements

### Classements hebdomadaires
| Classements                           | Meilleure position |
| ------------------------------------- | ------------------ |
| South Korea (Gaon)                    | 9                  |
| South Korea (Korea K-Pop Hot 100)     | 1                  |
| China (Billboard V Chart)             | 2                  |
| Japan (Japan Hot 100)                 | 59                 |
| US World Digital Songs (Billboard)    | 1                  |
| New Zealand Hot Singles (RMNZ)        | 2                  |
| UK Independent Singles Breakers (OCC) | 14                 |

### Classement mensuel
| Classements        | Meilleure position |
| ------------------ | ------------------ |
| South Korea (Gaon) | 18                 |

## Ventes
| Pays            | Ventes |
| --------------- | ------ |
| USA (Billboard) | 4 000  |

## Programme de classements musicaux
| Programme              | Date             |
| ---------------------- | ---------------- |
| Music Bank (KBS)       | 21 décembre 2018 |
| Music Bank (KBS)       | 28 décembre 2018 |
| Show! Music Core (MBC) | 22 décembre 2018 |

## Historique de sortie
| Pays         | Date             | Format               | Label            |
| ------------ | ---------------- | -------------------- | ---------------- |
| Corée du Sud | 13 décembre 2018 | Téléchargement légal | SM Entertainment |
| Monde entier | 13 décembre 2018 | Téléchargement légal | SM Entertainment |